# Одного разу (Сутінкова зона)
«Одного разу» (англ. Once Upon a Time) — 78 серія американського телевізійного серіалу-антології «Сутінкова зона». Вперше він вийшов в ефір 15 грудня 1961 року. У ньому зіграла зірка раннього кіно Бастер Кітон в одній із своїх пізніх ролей, як неймовірний мандрівник у часі, а початкові та заключні сцени віддають належне німим фільмам, якими він був відомий.

## Початкова розповідь
Містер Малліган, досить суворий критик свого часу, невдовзі відкриє значення цієї старої фрази: «З вогню та в полум'я» — сказав, що вогонь яскраво горить завжди — у «Сутінковій зоні».

## Сюжет
Вудро Малліган — сварливий чоловік з 1890 року, незадоволений тим, до чого дійшов його світ: профіцит національного бюджету становить лише 85 мільйонів доларів, ціни для нього вражаюче високі, а його колись тихе містечко Гармоні, штат Нью-Йорк, кишить худобою, яка бродить вулицями, на яких повно кінних екіпажів і пенні-фартингів, що рухаються з обмеженням швидкості 8 миль/год. Після зіткнення з велосипедистом він потрапляє в корито з водою, через що Малліган змушений зняти штани, щоб висушити їх, коли він добереться до місця роботи.
Він працює прибиральником у професора Гілберта, який щойно винайшов «шолом часу», який може перенести того, хто його носить, на 30 хвилин в інше десятиліття. Малліган приміряє його, і це відправляє його в 1961 рік; Там Гармоні — це жваве місто з вулицями, заповненими автомобілями, різноманітним міським шумом і неймовірно високими цінами. У хаосі він втрачає шолом, який підбирає хлопець на роликових ковзанах, змушуючи Маллігана кинутися в погоню на сучасному велосипеді. Він відновлює пошкоджений шолом, коли зустрічає Ролло, вченого. Вони відносять шолом до майстерні, де Ролло та власник сперечаються щодо ремонту, а Малліган йде, щоб придбати штани.
Ролло вважає 1890-ті ідилічним періодом і хоче повернутися туди замість Маллігана. Він тікає з шоломом, але Малліган ловить його в останню мить, і вони обидва повертаються назад. Малліган почувається вдома з полегшенням, а Ролло вважає це чарівним. Через тиждень Малліган по-новому став цінувати життя 1890 року, але Ролло наляканий відсутністю технологій і сучасних зручностей. Роздратований незадоволенням Ролло, Малліган встановлює шолом на 1961 рік, одягає його на голову Ролло та повертає його назад у його час.

## Заключна розповідь
«Кожному своє» — так звучить ще одна стара фраза, з якою містер Вудро Малліган щиро погодився б, бо він зрозумів — безперечно важким шляхом — що є багато мудрості в третій старій фразі, яка звучить так: «Залишайтеся у власному подвір'ї». До цього можна додати: «і, якщо це можливо, допомагайте іншим залишатися на своєму місці» — звісно, через «Сутінкову зону».

## Актори
- Бастер Кітон — Вудро Малліган
- Стенлі Адамс — Ролло
- Мілтон Парсонс — професора Гілберта
- Гіл Лемб — офіцер Фланаган
- Джеймс Флавін — перший поліцейський у 1961 році
- Гаррі Флір — другий поліцейський у 1961 році
- Воррен Паркер — менеджер магазину одягу
- Джессі Вайт — ремонтник
- Джордж Е. Стоун — Фенвік

## Виробництво
Бастер Кітон був однією з найбільших зірок німої ери, і цей епізод із його участю був задуманий як данина поваги цій роботі.. Одна послідовність, яка відбувається майже одразу після перенесення епізоду до сьогодення, є майже точною копією гег, який Кітон представив приблизно сорок один рік тому у фільмі Роско Арбакла під назвою «Гараж».
Частини, дія яких відбувається в 1890-х роках, виконані в стилі німого фільму з інтертитрами та містять лише саундтрек салонного фортепіано (і звичайну початкову та заключну оповідь Рода Серлінга). Музика була створена Вільямом Лавою та виконана ветераном голлівудської студії та сесійним піаністом Реєм Тернером.
Багато уваги приділяється тому факту, що Малліган з'явився в 1961 році без штанів через те, що він впав у корито з водою, що змусило його зняти штани, поки вони висихають. Повторюваний гег показує Маллігана без штанів, якого переслідує поліцейський як у минулому, так і в сьогоденні.